# Swartzia riedelii
Swartzia riedelii är en ärtväxtart som beskrevs av John Macqueen Cowan. Swartzia riedelii ingår i släktet Swartzia och familjen ärtväxter. Inga underarter finns listade i Catalogue of Life.